# Цитаделя: Львівський мілітарний альманах
«Цитаделя: Львівський мілітарний альманах» — військово-історичне періодичне видання. Виходить з 2009 року. Видавець — видавництво «Астролябія», м. Львів.

## Мета
Мета видання — висвітлення важливих подій мілітарної та політичної історії, які справили відчутний вплив на розвиток культури, мистецтва, науки, технологій і військової справи в Україні.

## Редакційна колегія
- Олег Фешовець (головний редактор),
- Олександр Дєдик (заступник головного редактора),
- Михайло Слободянюк (заступник головного редактора) — полковник у відставці, завідувач музею історії Національної академії сухопутних військ імені гетьмана Петра Сагайдачного, куратор секції військової емблематики та уніформології Українського геральдичного товариства.
- Марк фон Гаґен, професор історії і глобальних досліджень, директор Бюро для ветеранів і військово-академічної взаємодії, Арізонський державний університет
- Андрій Гречило, доктор історичних наук, голова Українського геральдичного товариства
- Ярослав Тинченко, заступник директора з наукової роботи Національного військово-історичного музею України Міністерства оборони України

## Партнери
Партнерами альманаху є:
- Львівська обласна державна адміністрація
- Львівська обласна рада
- Львівська національна галерея мистецтв імені Бориса Возницького
- Львівський історичний музей
- Державний архів у Львівській області
- Центральний державний історичний архів України в м. Львів
- Львівська національна наукова бібліотека України імені Василя Стефаника